# 国道138号

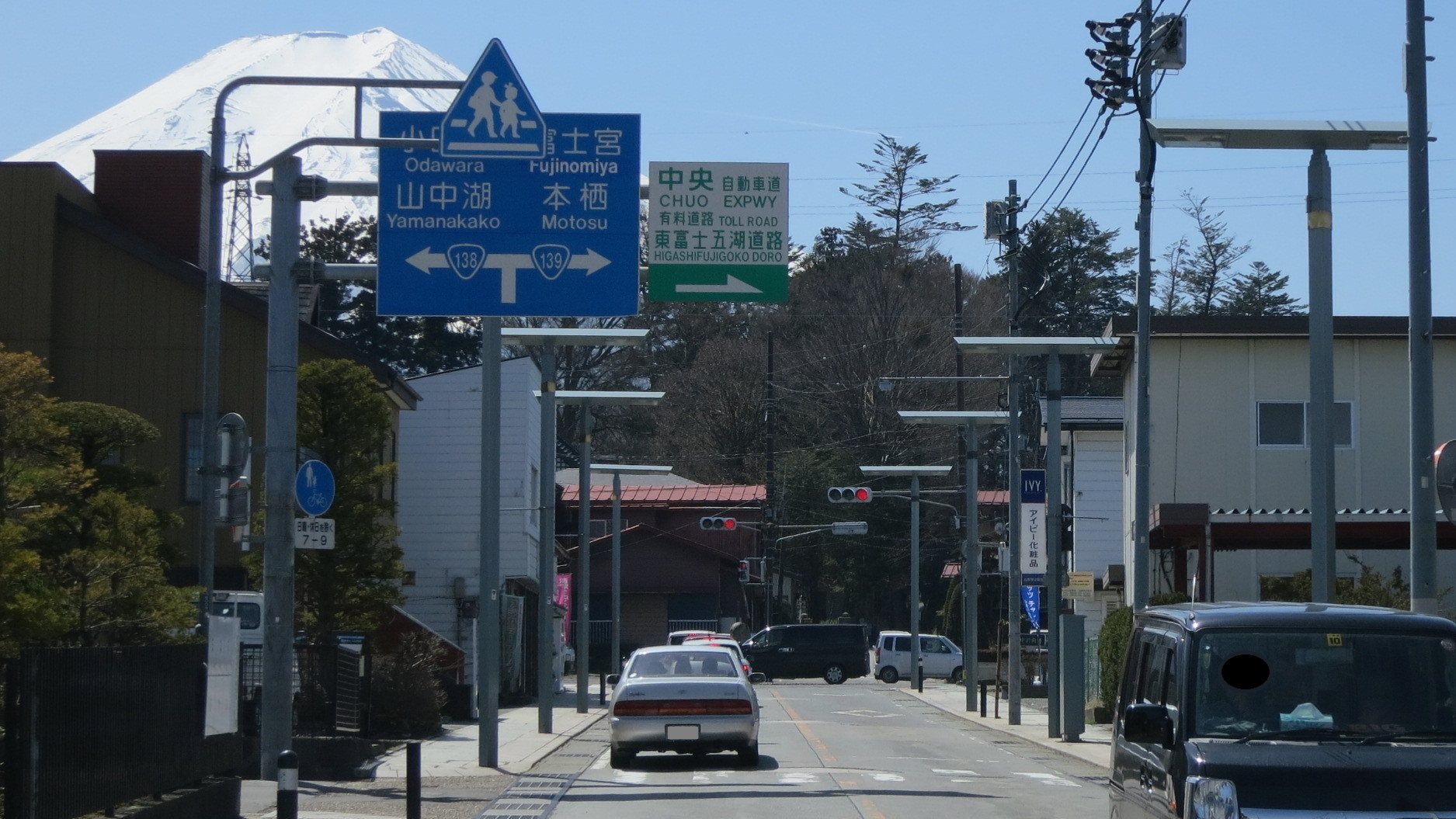
国道138号 起点
山梨県富士吉田市 上宿交差点付近

国道138号（こくどう138ごう）は、山梨県富士吉田市から静岡県御殿場市を経由して、神奈川県小田原市に至る一般国道である。

## 概要

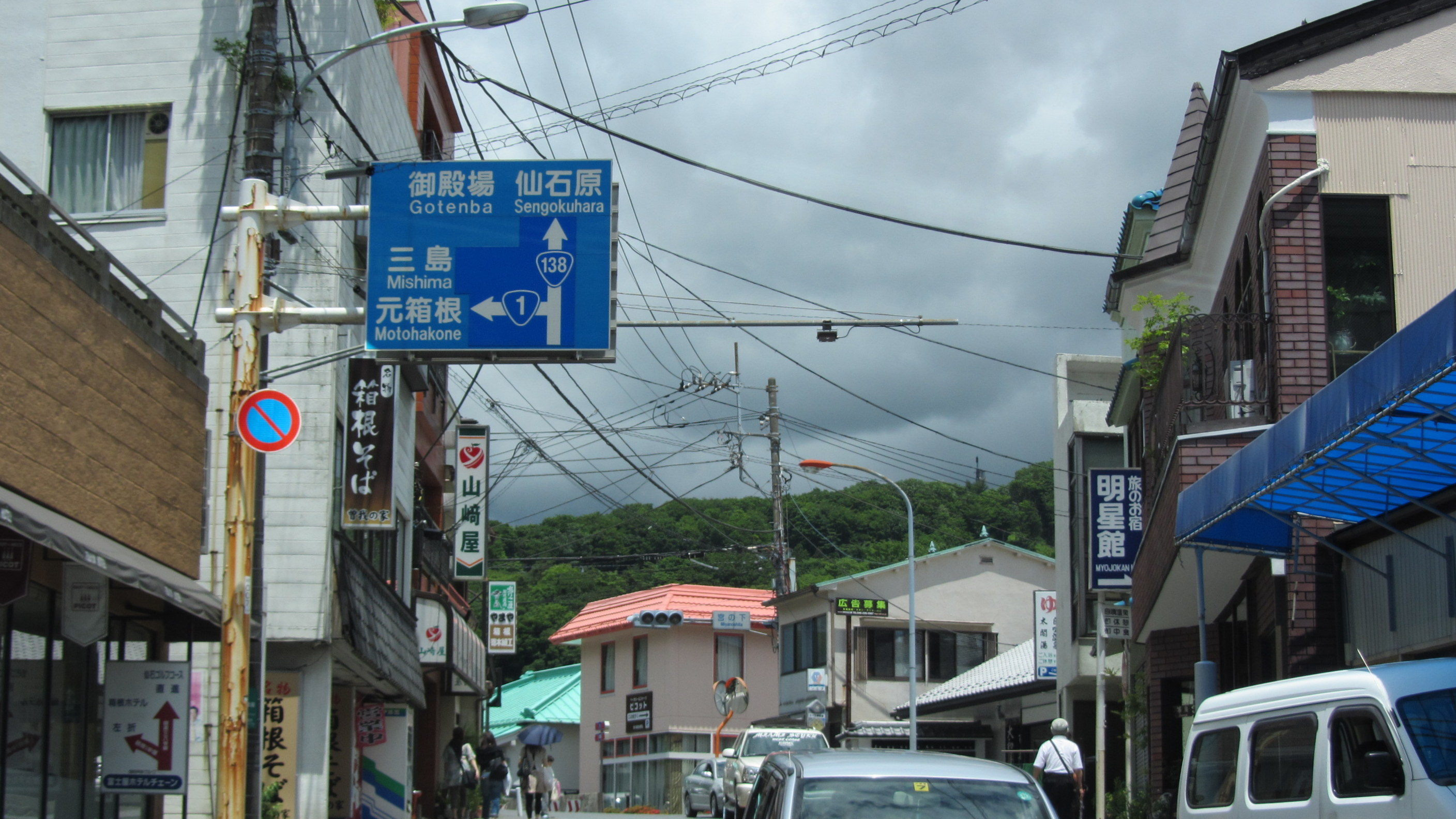
国道1号（重複区間）への分岐
神奈川県足柄下郡箱根町
宮ノ下交差点付近

山梨県の南東部で位置する富士吉田市の中心市街から、富士山の東部山麓の山中湖や箱根を経由しての神奈川県小田原市街地に至る一般国道の路線である。主な通過地は、山梨県南都留郡山中湖村、静岡県御殿場市、神奈川県足柄下郡箱根町で、富士吉田 - 山中湖間は「旧鎌倉往還」、山中湖 - 御殿場 - 箱根間は「箱根裏街道」とよばれる道で、籠坂峠・乙女峠といった山岳地も通過する。足柄下郡箱根町宮ノ下から終点の小田原市民会館前までの区間は、国道1号（東海道）と道路を重複する。御殿場市内に旧道に並行するバイパス道路として開通し、現在は現道になっている御殿場バイパスがある。歴史的には、1953年（昭和28年）に最初の国道指定を受けて二級国道138号富士吉田小田原線となり、1965年（昭和40年）に道路法改正に伴い一般国道138号になった。 
起点の上宿交差点は国道137号・国道139号と接続し、御殿場で国道246号裾野バイパスと連絡、終点側は新・旧の国道1号と結ばれる。途中の御殿場バイパスでは高速自動車国道である新東名高速道路と新御殿場ICで、同じく高速自動車国道である東名高速道路と御殿場ICで接続しており、中央自動車道と新東名高速道路・東名高速道路を連絡する重要な自動車専用道路路線である他、主要幹線国道とも連絡を担う重要な幹線道路になっている。富士山の眺望もよく、沿線に山中湖、箱根温泉などの観光地や大型ショッピングセンターが点在し、観光シーズンなどには道路が渋滞するほど混雑するときがある。
山中湖畔では国土交通省関東地方整備局甲府河川国道事務所により国道138号 山中湖自転車歩行者道整備事業として自転車歩行車道の整備が進められており、山梨県道715号富士吉田山中湖自転車道線とあわせて山中湖を一周する「山中湖サイクリングロード」を形成する。

### 路線データ
一般国道の路線を指定する政令に基づく起終点および重要な経過地は次のとおり。
- 起点：富士吉田市（上宿交差点 = 国道137号・国道300号・国道413号起点、国道139号交点）
- 終点：小田原市（小田原市民会館前交差点 = 国道1号上・国道255号終点）
- 重要な経過地：山梨県南都留郡山中湖村、御殿場市、神奈川県足柄下郡箱根町
- 総延長 : 73.1 km（神奈川県 17.2 km、山梨県 28.1 km、静岡県 27.8 km）重用延長を含む。[3][注釈 3]
- 重用延長 : 7.2 km（神奈川県 7.2 km、山梨県 - km、静岡県 - km）[3][注釈 3]
- 未供用延長 : なし[3][注釈 3]
- 実延長 : 65.9 km（神奈川県 9.9 km、山梨県 28.1 km、静岡県 27.8 km）[3][注釈 3]
  - 現道 : 65.9 km（神奈川県 9.9 km、山梨県 28.1 km、静岡県 27.8 km）[3][注釈 3]
  - 旧道 : なし[3][注釈 3]
  - 新道 : なし[3][注釈 3]
- 指定区間：富士吉田市上吉田七丁目669番1 - 御殿場市東山字石橋285番3（起点 - 石橋交差点）、小田原市風祭字壗下157番2 - 小田原市本町一丁目115番4（国道1号と重複する区間、小田原箱根道路交点 - 終点）[4]

## 歴史
- 1953年（昭和28年）5月18日 - 二級国道138号富士吉田小田原線（富士吉田市 - 神奈川県足柄下郡温泉村[注釈 4]）として指定施行[5]。
- 1960年（昭和35年）6月20日 - 足柄下郡箱根町 - 小田原市を編入し、起終点が、山梨県富士吉田市 - 神奈川県小田原市となる[6]。
- 1964年（昭和39年）10月28日 - 乙女道路開通[7]。
- 1965年（昭和40年）4月1日 - 道路法改正により一級・二級区分が廃止されて一般国道138号として指定施行[8]。
- 1984年（昭和59年）12月20日 - 乙女道路無料開放[9]。
- 1986年（昭和61年）8月28日 - 東富士五湖道路の富士吉田IC - 山中湖ICが開通する。
- 1989年（平成元年）3月29日 - 東富士五湖道路の山中湖IC - 須走ICが開通する。
- 1994年（平成6年）4月1日 - 御殿場バイパスに並行する部分（現在の静岡県道401号・神奈川県道736号御殿場箱根線）が、国道138号の指定区域から外れる[10]。
- 2007年（平成19年）9月7日 - 平成19年台風第9号の影響により、静岡県の乙女峠側で土砂崩れが発生し通行止めになったが、9月10日から片側交互通行で復旧した。
- 2019年（令和元年）10月12日 - 令和元年東日本台風（台風19号）の影響により、神奈川県足柄下郡箱根町内の区間で土砂崩れが発生し通行止めになったが、12月27日に復旧した[11]。
- 2021年（令和3年）
  - 3月31日 - 御殿場バイパス・須走道路の開通に伴い、4月10日16時をもって御殿場バイパス・須走道路と並走する部分（駿東郡小山町須走 - 御殿場市仁杉間5.5 km）が国道138号の区間から外れる事が発表された[注釈 5][12][13]。
  - 4月10日 - 御殿場バイパス・須走道路が開通。それに伴い、16時をもって御殿場バイパス・須走道路と並走する部分（駿東郡小山町須走 - 御殿場市仁杉間5.5 km）が国道138号の区間から外れる[注釈 5]。

## 路線状況

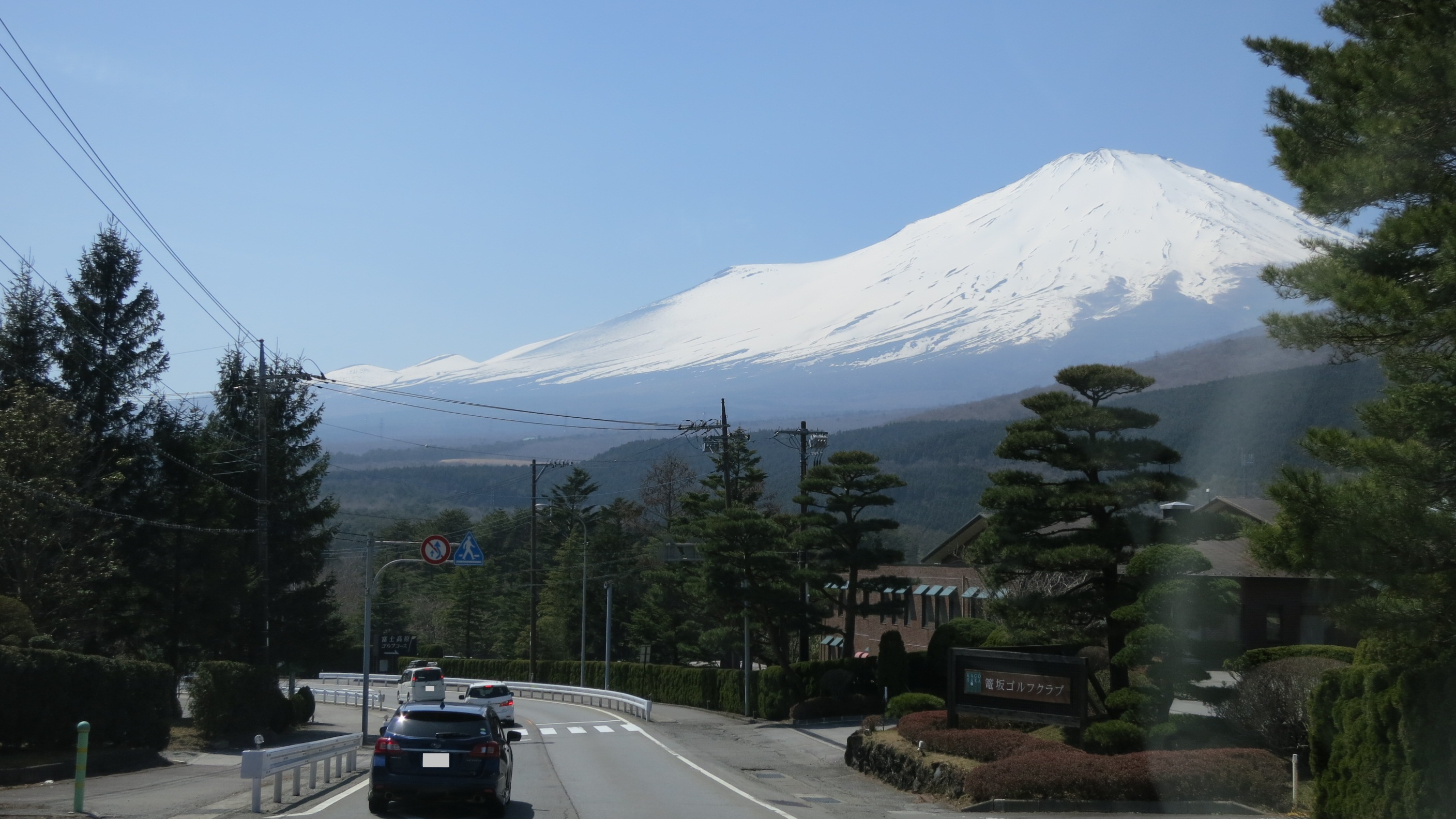
静岡県駿東郡小山町
須走付近からの富士山
2015年3月撮影

富士山が見える区間が多い。富士吉田市上宿交差点より、富士山の裾野からスタートして高原を進む。しばらく行くと富士五湖の一つである山中湖が見える。籠坂峠を上りきると、静岡県駿東郡小山町の須走の集落に出る。周辺には、東富士五湖道路須走IC、富士山須走口や自衛隊富士学校がある。
須走から自動車専用道路の須走道路となり、御殿場市に入り、水土野インターチェンジから御殿場バイパスとなる。ぐみ沢で旧国道138号（静岡県道401号・神奈川県道736号御殿場箱根線）の分岐があり、しばらく進むと国道246号との立体交差をくぐり、バイパスを進むと東名高速道路御殿場ICがある。旧国道とは深沢西交差点でいったん合流したあと、深沢東交差点で再び分岐する。
県境の乙女峠をトンネルで抜ける乙女道路が有料道路であった頃は、長尾峠（現在の静岡県道401号・神奈川県道736号御殿場箱根線）も国道138号だった。富士山の眺望のいい乙女峠を抜けると神奈川県足柄下郡箱根町に入る。山道を走り宮ノ下交差点で国道1号と合流して、小田原市の小田原城付近で終点となる。
週末や、夏の観光シーズンを中心に、富士吉田市の市街地、山中湖周辺、東富士五湖道路須走IC - 東名高速道路御殿場ICなどで、信号が多いこともあり、著しい渋滞が発生する。特に、並行する道路がない須走IC - ぐみ沢上交差点の間は激しい渋滞となるため、御殿場バイパスの延伸・須走道路の建設が進められた。また、御殿場プレミアム・アウトレットへ出入りする車で、付近が激しく混雑することもある。しかし、2014年（平成26年）6月28日の圏央道の相模原愛川ICから高尾山ICまでの区間の開通によって今まで東富士五湖道路を利用していた運転手も圏央道経由に変更したため渋滞も大幅に緩和された。

### 通称
- 旧鎌倉往還（上宿交差点 - 旭日丘交差点）
- 箱根裏街道（旭日丘交差点 - ぐみ沢上交差点、深沢西交差点 - 宮ノ下交差点）
- 乙女道路（乙女峠付近）
- 富士パノラマライン（国道139号山梨県山中湖村籠坂＜静岡県境＞ - 富士吉田市経由 - 富士河口湖町＜静岡県境＞）[注釈 6]。

### バイパス
- 須走道路（静岡県御殿場市）（一部現道）

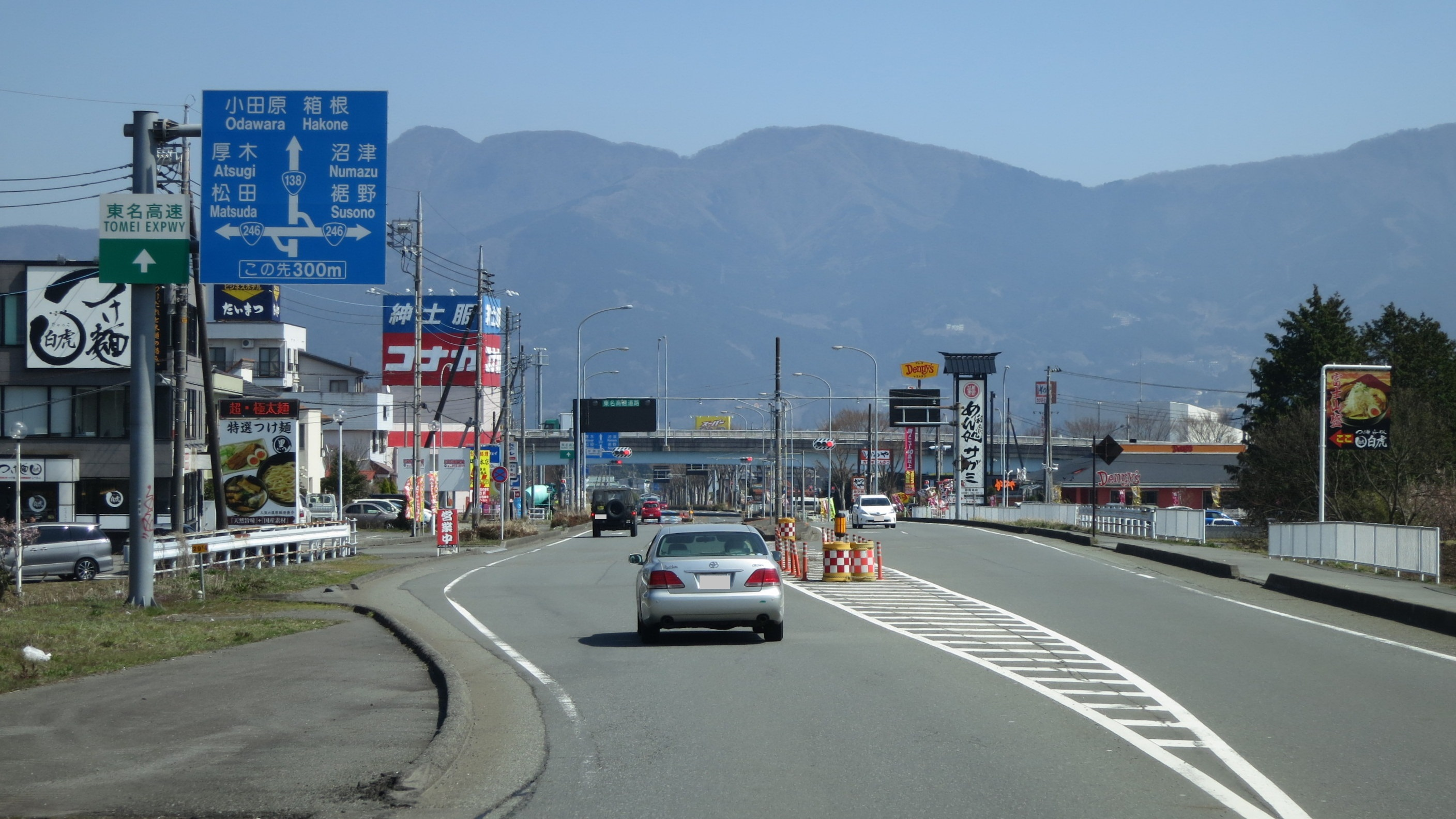
御殿場バイパス（国道246号との分岐）
静岡県御殿場市茱萸沢

- 御殿場バイパス（静岡県御殿場市）（一部現道）

### 有料道路
- 東富士五湖道路（山梨県富士吉田市 - 静岡県駿東郡小山町）

### 重複区間
- 国道413号（山梨県富士吉田市上宿交差点 - 南都留郡山中湖村旭日丘交差点）
- 国道1号（神奈川県足柄下郡箱根町 - 小田原市・小田原市民会館前交差点（終点））

### 道路施設

#### 道の駅
- 山梨県
  - 富士吉田（山梨県富士吉田市）
- 静岡県
  - すばしり（静岡県小山町）

## 地理

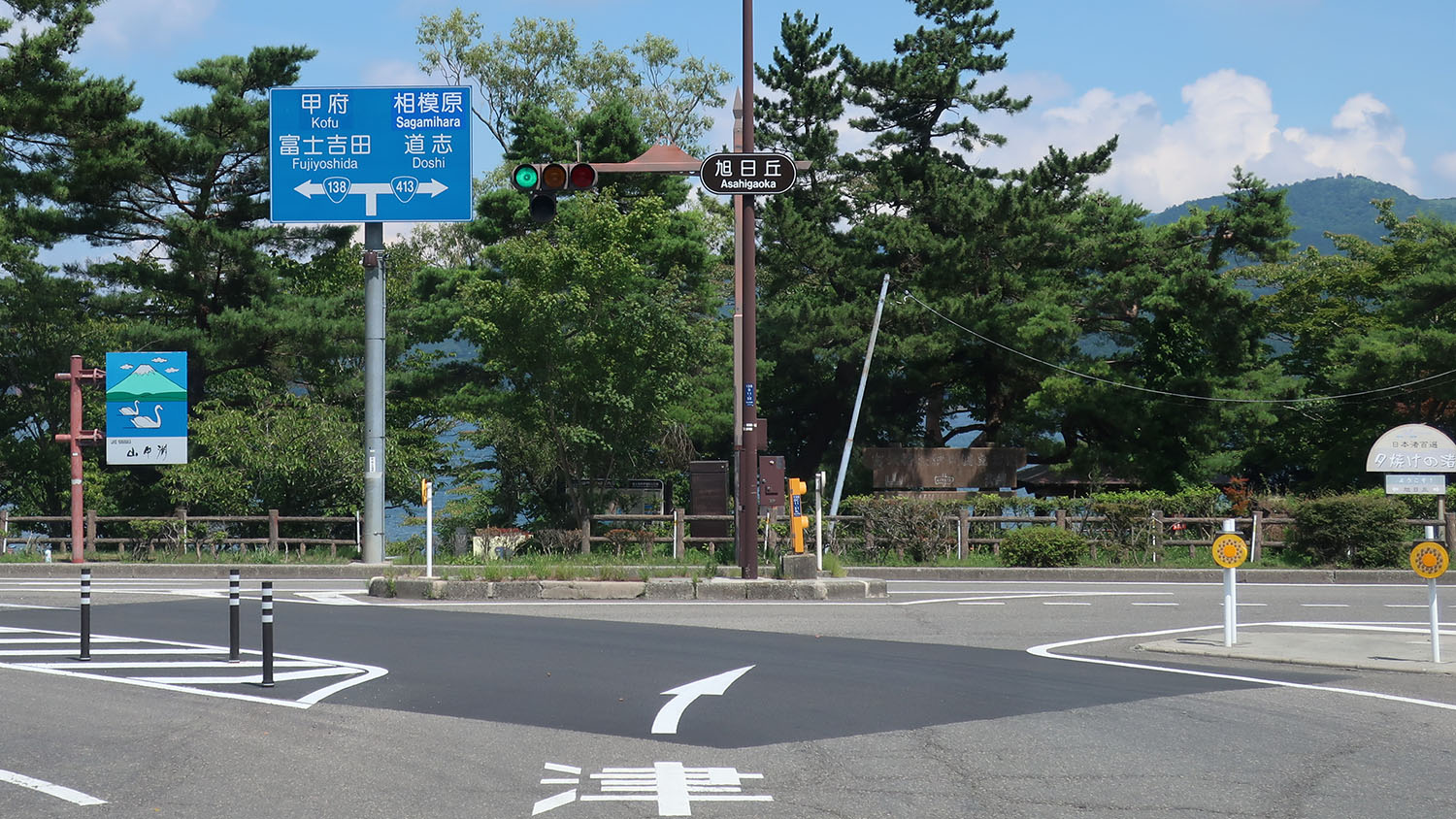
国道413号の分岐
山梨県南都留郡山中湖村

### 通過する自治体
- 山梨県
  - 富士吉田市 - 南都留郡山中湖村
- 静岡県
  - 駿東郡小山町 - 御殿場市
- 神奈川県
  - 足柄下郡箱根町 - 小田原市

### 交差する道路
- 山梨県富士吉田市
  - 国道137号・国道139号・国道300号・国道413号：上宿交差点
  - 国道139号（富士見バイパス）：富士見バイパス南交差点
- 山梨県南都留郡山中湖村
  - 国道413号：旭日丘交差点
- 静岡県御殿場市
  - 新東名高速道路：新御殿場IC
  - 国道469号(御殿場バイパス)：御殿場市ぐみ沢IC交差点
  - 国道246号：御殿場市萩原北交差点
  - 東名高速道路：御殿場IC[注釈 7]
- 神奈川県足柄下郡箱根町
  - 国道1号：宮ノ下交差点
  - 西湘バイパス：箱根口IC
- 神奈川県小田原市
  - 国道135号：早川口交差点
  - 国道1号・国道255号：小田原市民会館前交差点

### 主な峠
- 籠坂峠（標高1,104 m）
- 乙女峠（標高810 m）

## ギャラリー

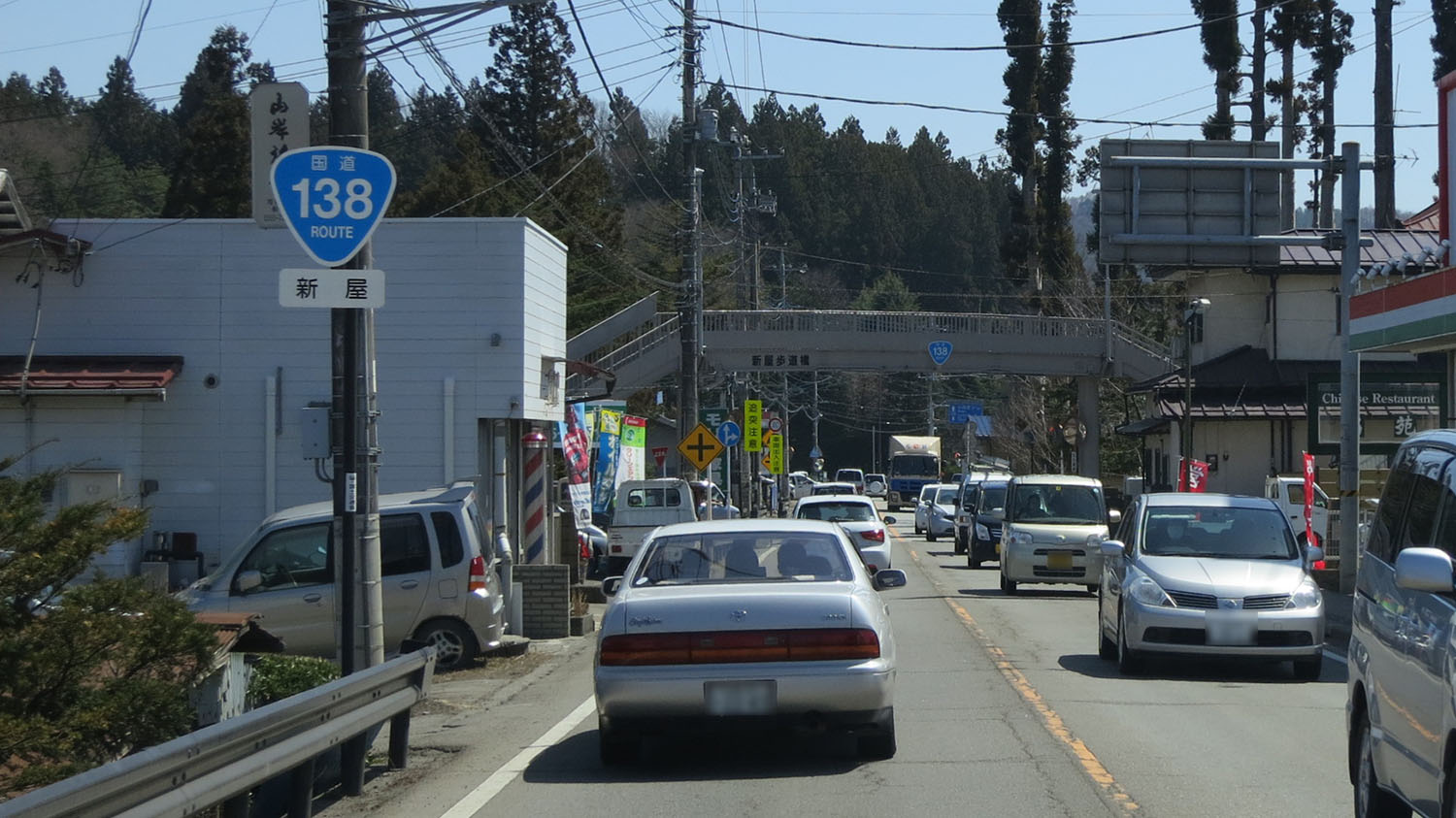
山梨県富士吉田市上吉田
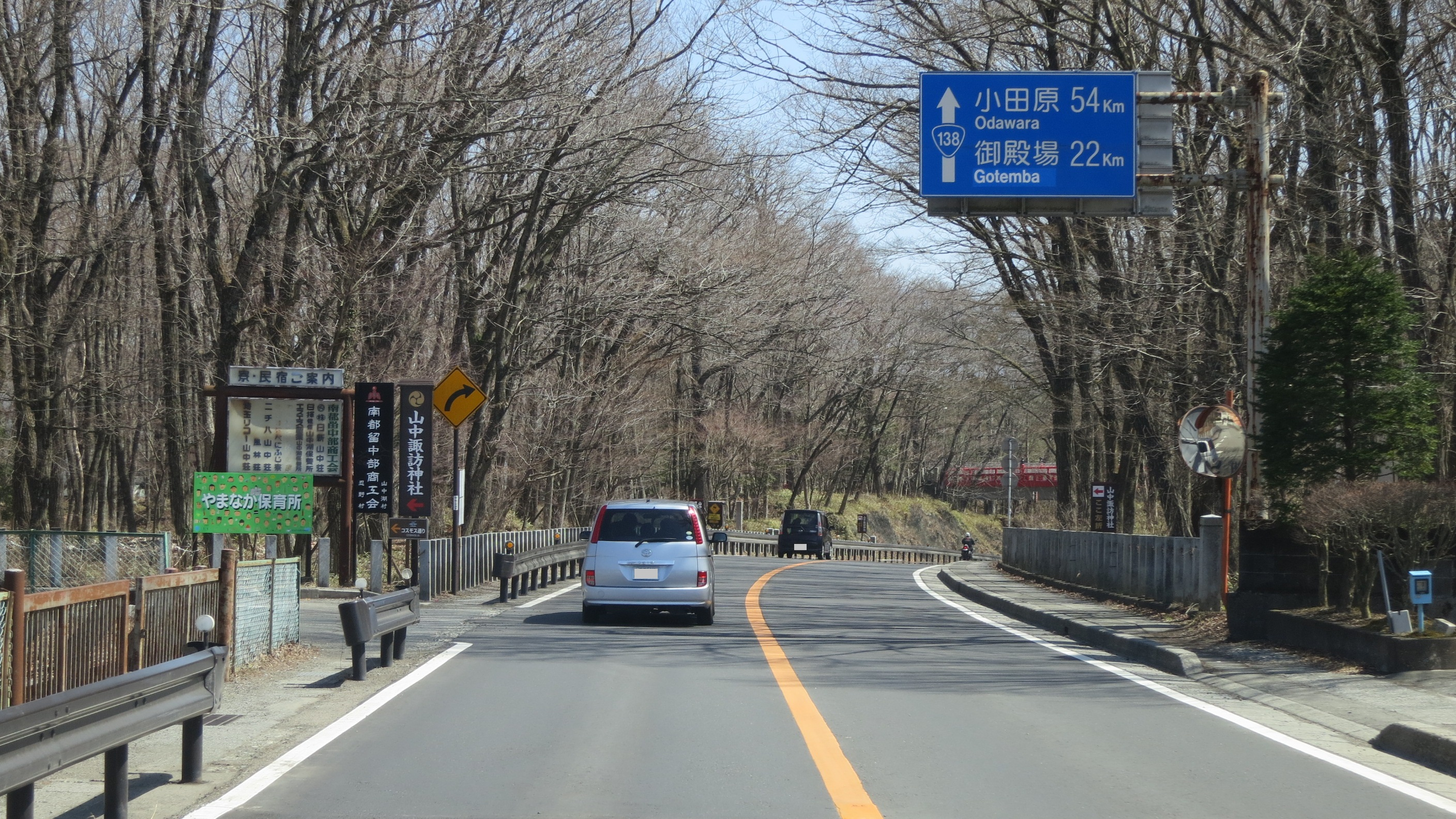
山梨県南都留郡 山中湖村山中
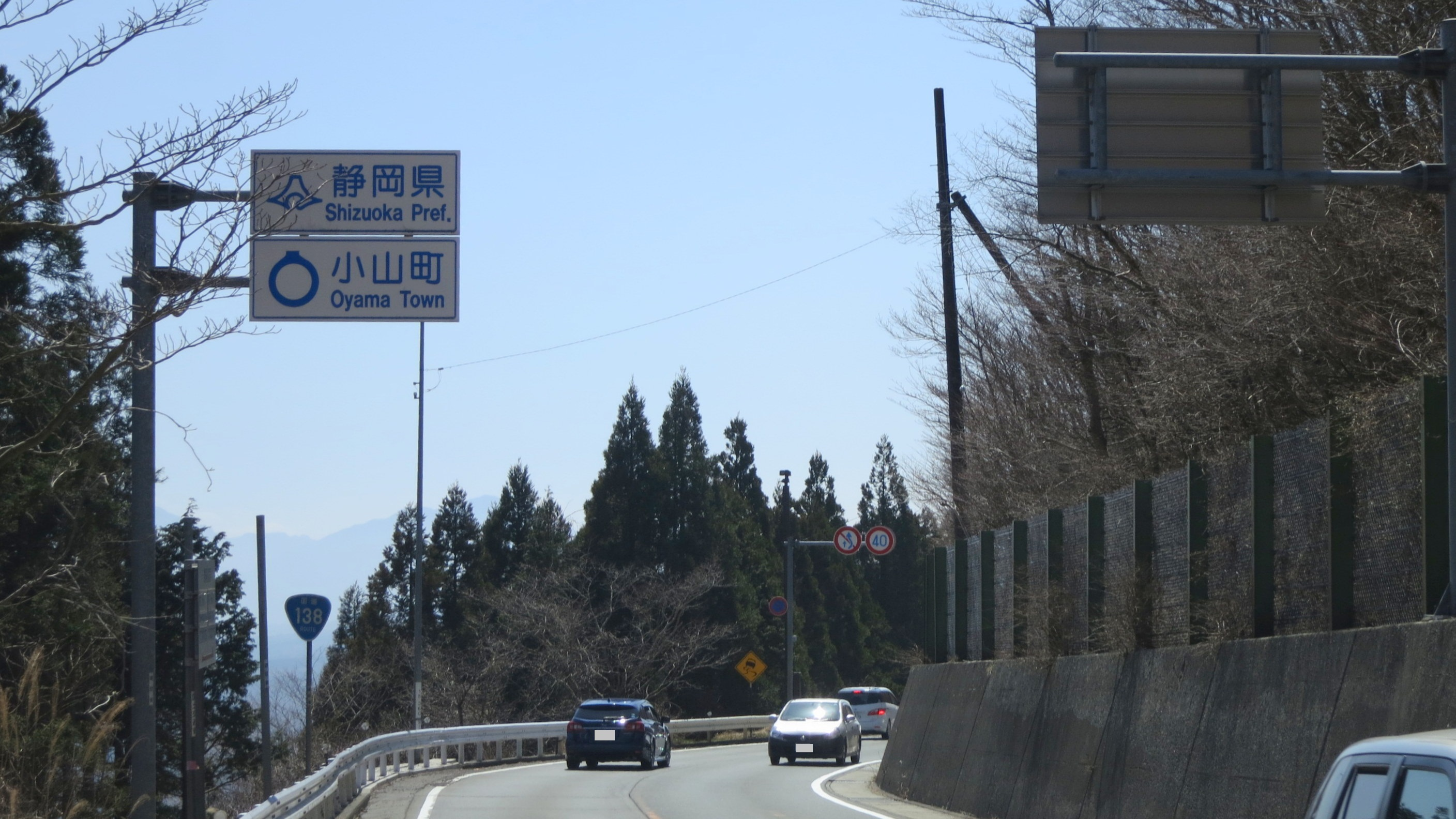
静岡県境 静岡県駿東郡小山町
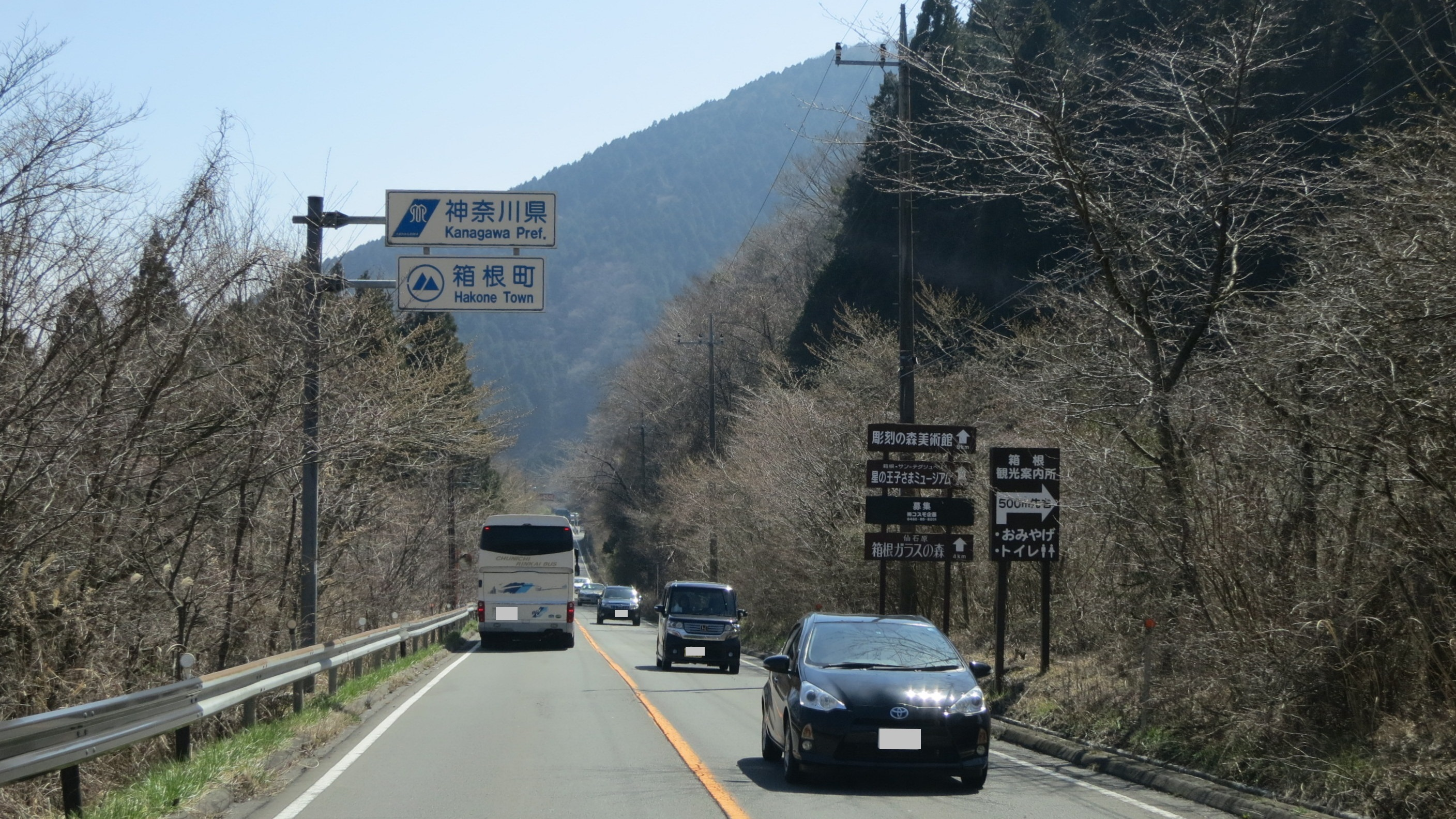
神奈川県境 神奈川県足柄下郡箱根町